# Кравченко, Николай Иванович (художник)
Никола́й Ива́нович Кра́вченко (1867, Симферополь — 22 ноября 1941, Ленинград) — российский художник-баталист, журналист, писатель; атлет.

## Биография
Учился в одесской Ришельевской гимназии, в городском реальном училище и в одесской художественной школе общества изящных искусств, которую окончил в 1888 году с серебряной медалью. В том же году Кравченко переехал в Санкт-Петербург и поступил в Академию художеств по классу батальной живописи к профессору Виллевальде сразу на 2-й курс.
Столкновение со старыми профессорами и нежелание подчиняться их рутинным требованиям привели молодого художника к осознанию того, что дальнейшее его пребывание в академии бесполезно, и он уехал в Одессу. В 1891 году Кравченко поехал в Париж, где работал сразу в двух школах: в Жюльена и Колоросси. При содействии друга, который учился в Школе изящных искусств, рисунки Кравченко были показаны профессору Жерому, который охотно принял его в число своих учеников. Занятия во французской академии искусств не мешали художнику работать у себя дома и выполнить несколько портретов, из которых один (доктора Бриссо) в 1892 году был принят в Салон на Марсовом поле (фр. Salon Champs de Mars) и обратил на себя внимание парижской прессы. В 1893 году Кравченко выставил в том же салоне этюд российской студентки.
В то же время он познакомился в Париже с Сувориным и Скальковским, которые уговорили Кравченко переехать в Санкт-Петербург.
В 1895 Кравченко написан портрет своего товарища по суворинским изданиям Антона Чехова (в Пушкинском Доме в Петербурге). Вернувшись в Россию, Кравченко выполнил ряд портретов выдающихся современных деятелей с натуры. Сблизившись в Санкт-Петербурге с офицерским средой гвардейских полков, Кравченко получил доступ в лагеря и на манёвры и выполнил целую серию рисунков, изображающих быт и типы солдат лейб-гвардии Павловского полка, которую удалось продемонстрировать императору Николаю II в 1900 году на полковом празднике.
В начале 1902 году Кравченко поехал в Маньчжурию и Китай для сбора материала по иллюстрированию похода российских войск в Китай в 1900—1901 годах. Он побывал в Мукдене, Ляояне, Порт-Артуре, Такую[уточнить], Тяньцзине, Пекине, Тунджоу[уточнить], Инкоу и в некоторых пунктах Великой Китайской стены.
Его корреспонденции оттуда печатались в газете «Новое Время» и обратили на себя внимание. Все его впечатления из этой поездки собраны в иллюстрированной им же книге: «В Китай» (СПб., 1904).
После возвращения из поездки Кравченко удостоился быть приглашённым в Ливадию, где он и представил Государю отчёт о своём путешествии в виде нескольких сотен этюдов, рисунков и эскизов, изображавших места боёв 1900 года, типы солдат и китайцев, виды Пекина и многих других пунктов.
В течение последующих лет художник выполнил по этим рисункам и эскизам ряд картин и в 1904 году устроил их выставку в Санкт-Петербурге, в 1905 году — на Всемирной выставке в Льеже, в 1906 году — в Москве, а в 1910 году — в Лондоне. На Всемирной выставке в Льеже художнику был отведён в художественной части отдельный зал. Акварель «Китайский сторожевой пост» была приобретена бельгийским музеем в Антверпене.
Кравченко с И. А. Владимировым были первыми, кто обнаружил в 1906 году на даче в Озерках повешенного Георгия Гапона.
С началом Русско-японской войны Кравченко отправился на Дальний Восток и в Порт-Артуре был очевидцем гибели «Петропавловска», им запечатлённой и живо описанной в «Новом Времени».
Картина Кравченко «Гибель эскадренного миноносца „Петропавловск“ на японских минах» находится в основной экспозиции Центрального Военно-Морского музея Санкт-Петербурга.
На театрах войны Кравченко оставался, однако, совсем недолго. Его впечатления от событий Русско-японской войны описаны им в книге «На войну» (СПб., 1906). События, которые он воспроизвел в ряде рисунков, помещённых в альбомах «Маньчжурия» художника Мартынова, журнале «Летопись войны с Японией», издание Д. Н. Дубенского и альбоме «Летопись войны с Японией на суше и на море», издание В. Березовского. По заказу Российского императора Кравченко выполнил большой портрет и поясной портрет цветными карандашами, приобретенный Николаем II в собственность.
В 1910 году, меценат и коллекционер княгиня Мария Тенишева приобрела акварель «Китайский солдат» работы Н. Кравченко для Русского музея, где она находится до сих пор в отделе рисунка.
Фонд Александринского театра в Петербурге приобрёл у Н. И. Кравченко для своей коллекции портрет знаменитого русского прозаика и актёра данного театра Ивана Фёдоровича Горбунова.
Театральный музей А. А .Бахрушина также пополнил свою коллекцию портретом балерины Мариинского театра Л. П. Бараш, работы Н. И. Кравченко.
Для Музыкального музея в Петербурге у Н. И. Кравченко была приобретена работа портрет великого русского балалаечника виртуоза и композитора В. В. Андреева.
Одесский музей Общества изящных искусств пополнил свою коллекцию акварельным портретом художника, гравёра, академика Императорской Академии Художеств В. В. Матэ, исполненным Н. И. Кравченко.
В 1912 году Н. И. Кравченко написал картину «Индия. Утро» (темпера, размер 41,6 см на 67,9 см). Также в 1912 году написана картина «Лошади у мельницы» (холст, масло, размер 71см на 83 см). Данные картины находятся и по сей день в Государственной Третьяковской галереи в Москве.
В 1913 году Кравченко закончил огромную картину (8 аршинов длинной) по заказу царя «Взятие Пекина». Для создания картины были использованы собранные в Китае материалы. На картине изображён эпизод наступления российских войск в битве за Пекин.
- Кравченко на фоне картины «Взятие Пекина» (1913)
- Деталь картины «Взятие Пекина»
- Юго-восточная угловая башня[англ.] (Лисья башня) внутренней городской стены[англ.] Пекина

Рисунки Кравченко пером с натуры (Орёл, Бизон, Оленебык, Лань, Серна) из питомника Ф. Ф. Фальц-Фейна Аскания-Нова опубликованы в 1917 году в знаменитом журнале «Столица и усадьба». В 1918 году по заказу советского Правительства написал большой плакат «Защита революции». В 1920 году написал картины для дома имени Герцена «Клятва Герцена и Огарева на Воробьёвых горах» и «Герцен в типографии в Лондоне».
В тот же период написал картины в натуральную величину «Народный комиссар А. В. Луначарский» и «Ленин на балконе Кшессинской».
Картина Н. Кравченко «Обучение боксёров стрельбе» 1930 года находится в Русском музее Санкт-Петербурга. Картина большая, холст, масло, 133 на 159см.
Сотрудничал с «Известиями» — официальным печатным органом Верховного Совета СССР. М. Зингер писал о Кравченко: «Николай Иванович Кравченко замечательный график, чьи карандашные портреты отличались изумительным сходством с оригиналом. Это был „известинский“ художник откликавшийся на любые темы, легкий на подъём, на любую поездку по стране, где требовался карандаш или перо графика». В феврале — марте 1930 года Николай Кравченко присутствовал на громком судебном процессе по делу о секте «Единый Храм» и её основателе Дмитрии Шульце, сделал карандашные рисунки со всех четырёх обвиняемых. Они были опубликованы в газете «Известия» за 2 марта 1930 года.
Умер в Ленинграде 22 ноября 1941 года.
Картины Кравченко находятся в Государственном Русском Музее («Китайский часовой»), в Государственной Третьяковской галерее («Индия. Утро», «Лошади у мельницы» (1912)), в Центральном Военно-Морском Музее (Гибель на японских минах эскадренного броненосца «Петропавловск» 31 марта 1904 г.), музее Чехова (Москва), в музеях Англии, Бельгии и многих других стран.